# Dörrmoschel
Dörrmoschel település Németországban, Rajna-vidék-Pfalz tartományban. Lakosainak száma 137 fő (2023. december 31.).

## Népesség
A település népességének változása:
| Lakosok száma | 192  | 140  | 134  | 147  | 152  | 140  | 137  |
|               | 1975 | 2014 | 2017 | 2019 | 2021 | 2022 | 2023 |